# Henry Maine
Henry James Sumner Maine, född 15 augusti 1822, död 3 februari 1888, var en brittisk jurist.
Main studerade vid Cambridge University och var professor i civilrätt där 1847–54. Därefter var han lärare vid Inns of Court i London 1852–62 och bosatt i Calcutta som juridisk ledamot av vicekungens råd 1862–69, professor i rättsvetenskap vid Oxfords universitet 1869–78, rektor för Trinity hall i Cambridge 1877–87 och professor i internationell rätt vid Cambridge 1888. Bland Maines skrifter märks Ancient law (1861, flera senare upplagor), Village communities (1871, flera senare upplagor), Lectures on modern theories of succession to property after death (1871), Early history of institutions (1875), Early law and custom (1883), samt International law (1888).